# Mairead Corrigan
Mairead Corrigan (n. 27 ianuarie 1944, Belfast, Irlanda de Nord) este o militantă catolică pentru pace din Irlanda de Nord. A primit Premiul Nobel pentru Pace în anul 1976, împreună cu Betty Williams.
1. ↑  Mairead Corrigan-Maguire, Brockhaus Enzyklopädie
2. ↑  Mairead Corrigan Maguire, Munzinger Personen, accesat în 9 octombrie 2017
3. ↑  Mairead Maguire, Encyclopædia Britannica Online, accesat în 9 octombrie 2017
4. ↑  Mairead Corrigan-Maguire, Opća i nacionalna enciklopedija
5. ↑  Mairead Maguire, SNAC, accesat în 9 octombrie 2017
6. ↑  IdRef, accesat în 11 mai 2020